# Phaeoacremonium theobromatis
Phaeoacremonium theobromatis är en svampart som beskrevs av L. Mostert, H.C. Evans, Summerb. & Crous 2006. Phaeoacremonium theobromatis ingår i släktet Phaeoacremonium och familjen Togniniaceae.   Inga underarter finns listade i Catalogue of Life.